# Unterseeboot UB-8
Pour les autres navires du même nom, voir Unterseeboot 8.
L'Unterseeboot UB-8 est un sous-marin (U-Boot) allemand de type UB I utilisé par la Kaiserliche Marine pendant la Première Guerre mondiale. Il a été vendu à la Bulgarie en 1916 et rebaptisé Podvodnik no 18 (en bulgare : Подводник no 18), devenant le premier sous-marin bulgare.

## Conception
Après l’avancée rapide de l’armée allemande le long de la côte de la mer du Nord au début de la Première Guerre mondiale, la marine impériale allemande s’est retrouvée sans sous-marins appropriés pouvant être utilisés dans les eaux étroites et peu profondes au large des Flandres,. Le projet 34, un effort de conception commencé à la mi-août 1914, a produit la conception du Type UB I : un petit sous-marin qui pouvait être expédié par chemin de fer jusqu’à un port d’opérations et rapidement assemblé. Contrainte par les limites de taille des chemins de fer, la conception de l’UB I prévoyait un bateau d’environ 28 mètres de long et déplaçant environ 125 tonnes, avec deux tubes lance-torpilles. L'UB-8 faisait partie du lot initial de huit sous-marins, numérotés UB-1 à UB-8, commandés le 15 octobre à Germaniawerft de Kiel, un peu moins de deux mois après le début de la planification de la classe,.
L'UB-8 mesurait 28,10 mètres de long, 3,15 mètres de large et avait un tirant d'eau de 3,03 mètres. Il était équipé d’un seul moteur Diesel Daimler 4 cylindres de 59 ch (44 kW) pour la navigation en surface, et d’un seul moteur électrique Siemens-Schuckert de 119 ch (89 kW) pour la navigation sous-marine, tous deux entraînant un seul arbre d'hélice. Ses vitesses de pointe étaient de 6,47 nœuds (11,98 km/h) en surface et de 5,51 nœuds (10,20 km/h) en immersion. À des vitesses plus modérées, il pouvait naviguer jusqu’à 1650 milles marins (3 060 km) en surface avant de devoir se ravitailler, et jusqu’à 45 milles marins (83 km) en immersion avant de recharger ses batteries. Comme tous les bateaux de la classe, l'UB-8 était évalué à une profondeur de plongée de 50 mètres et pouvait s’immerger complètement en 33 secondes.
L'UB-8 avait un déplacement entre 127 et 142 tonnes, selon qu’il était en surface ou immergé. Il transportait deux torpilles de 450 mm pour ses deux tubes lance-torpilles d’étrave et était également armé d’une mitrailleuse de 8 millimètres montée sur le pont. L’effectif standard de l'UB-8 se composait d’un officier et de treize hommes du rang.

## Carrière
L'UB-8 a été commandé en octobre 1914 et a été mis sur cale au chantier naval Germaniawerft à Kiel le 4 décembre. Alors que la construction de l'UB-8 touchait à sa fin au début du mois de mars 1915, Enver Pacha et d’autres dirigeants turcs ont supplié leurs alliés allemands et austro-hongrois d’envoyer des sous-marins dans les Dardanelles pour aider à attaquer les flottes britannique et française qui pilonnaient les positions turques. Les Allemands incitèrent la marine austro-hongroise (en allemand : Kaiserliche und Königliche Kriegsmarine ou K.u.K. Kriegsmarine) à envoyer deux de ses propres bateaux, les U-3 et U-4 construits par Germaniawerft, avec la promesse de recevoir les UB-7 et UB-8 en remplacement.
Lorsque les travaux sur l'UB-7 et l'UB-8 furent terminés au chantier de Germaniwerft, ils furent tous les deux prêts pour l’expédition par voie ferrée. Le processus d’expédition d’un bateau UB I impliquait de décomposer le sous-marin en ce qui était essentiellement un kit. Chaque bateau a été découpé en une quinzaine de sections et chargé sur huit wagons plats. Les bateaux étaient prêts à être expédiés à la principale base navale autrichienne de Pola le 15 mars 1915, malgré le fait que les deux bateaux autrichiens qu’ils devaient remplacer n’étaient toujours pas prêts. Les ingénieurs et techniciens allemands qui accompagnaient les bateaux allemands à Pola travaillaient sous la supervision du Kapitänleutnant Hans Adam, chef du commandement spécial des sous-marins allemands nouvellement créé (en allemand : Sonderkommando). En règle générale, le processus d’assemblage d’un UB I prenait environ deux à trois semaines et, par conséquent, l'UB-8 a été lancé à Pola en avril.

### Carrière allemande
Au cours de ses essais, l'UB-8 s’est vu attribuer le numéro autrichien U-8 et un commandant autrichien,. Son équipage allemand à Pola – puisqu’il était toujours prévu que l'UB-8 soit transféré à la K.u.K. Kriegsmarine – portait soit des vêtements civils, soit des uniformes autrichiens. Alors que le temps passait, les U-3 et U-4 autrichiens n’étaient toujours pas prêts, et finalement l’amiral Anton Haus, le chef de la marine austro-hongroise, revint sur son engagement en raison de l’hostilité ouverte de l’Italie voisine et ancienne alliée.
Avec le changement d’avis des Autrichiens, l’Allemagne décida de conserver l'UB-8 et de l’envoyer au secours des Turcs. Ainsi, le bateau a été mis en service dans la marine impériale allemande sous le nom de UB-8 le 23 avril 1915 sous le commandement du Kapitänleutnant Ernst von Voigt, un officier de 27 ans qui commandait un sous-marin pour la première fois. Lors de sa mise en service, le bateau rejoint temporairement la flottille de Pola (en allemand : Deutsche U-Halbflotille Pola).
En raison de son rayon d'action limité, l'UB-8 n’aurait pas été en mesure de faire tout le voyage vers la Turquie, de sorte que le 2 mai, il a été remorqué par le croiseur autrichien SMS Novara depuis Pola en descendant l’Adriatique et à travers le canal d'Otrante. Le duo a continué ainsi jusqu’à ce qu’il soit repéré par les forces françaises près de Céphalonie. L'UB-8 a alors largué sa remorque et le Novara est retourné dans l’Adriatique sans incident. Deux jours après son départ, l'UB-8 naviguait en surface lorsque la poupe du bateau s’est soudainement enfoncée. L’officier de quart, sur le kiosque avec le timonier et une vigie, a pu fermer partiellement l’écoutille avant que tout le sous-marin ne glisse sous les vagues, jetant les trois hommes à l’eau. À bord du sous-marin, l’eau continuait de s’infiltrer par l’écoutille et le bateau coulait par la poupe. Voigt ordonna que la cloison étanche intérieure de la salle de contrôle soit fermée et que tous les ballasts soient remplis d’air comprimé pour augmenter la flottabilité. La tactique a ramené l'UB-8 à la surface où les moteurs diesel du bateau ont été redémarrés. Voigt revint à la recherche des membres d’équipage disparus, mais seuls l’officier de quart et le timonier furent retrouvés. La vigie s’était noyée.
Le 29 mai 1915, l'UB-8 rencontra un convoi allié près de Lemnos et, attiré par la perspective de couler ce qu’il identifia comme le croiseur de bataille HMS Tiger de la Royal Navy, Voigt laissa passer cinq navires de transport entièrement chargés. Lorsqu’il eut un champ de tir dégagé, Voigt lança l’une de ses torpilles sur le navire immobile et le toucha, envoyant des débris dans les airs. Malheureusement pour Voigt et l'UB-8, ils avaient en fait torpillé le paquebot britannique SS Merion, qui participait à un plan de l’Amirauté visant à déguiser les grands paquebots en navires de bataille de la Royal Navy. Le Merion, qui a finalement coulé le 31 mai, avait été équipé de « canons » en bois et en toile et surchargé de ciment et de pierres pour se rapprocher du profil du Tiger. Il n’y a pas de rapports de décès lors du naufrage du Merion.
Le 4 juin, l'UB-8 devient le premier sous-marin de la nouvelle flottille de Constantinople (en allemand : U-boote der Mittelmeer division in Konstantinopel) basée à Constantinople (aujourd’hui Istanbul). Malgré les intentions allemandes de l’utiliser dans les Dardanelles, l'UB-8 s’y révéla inefficace car il était gêné par son approvisionnement limité en torpilles et ses moteurs peu puissants, ce qui rendait la navigation presque impossible dans les forts courants du détroit. Pour cette raison, l'UB-8 est envoyé patrouiller dans la mer Noire, où il est actif à la fin du mois de juillet.
Le 12 août, l'UB-8 a tiré à 500 mètres une torpille sur le HMS Manica, qui est passé sous le faible tirant d'eau du Manica. Le sous-marin a ensuite été aperçu à l’extérieur du filet de protection. Deux torpilles ont été tirées et ont manqué le Manica, mais ont touché le filet sous un angle aigu et ont éclaté. Deux jours plus tard, une attaque contre des navires similaires échoua également.
En septembre, les UB-7 et UB-8 ont été envoyés à Varna, en Bulgarie. De là, ils ont patrouillé au large de la côte russe de la mer Noire. Parce que la Bulgarie avait rejoint les empires centraux, les cuirassés de la flotte de la mer Noire russe et les avions des transports d'hydravions Almaz et Imperator Nikolaï Ier commencèrent à attaquer Varna et la côte bulgare le 25 octobre. L'UB-7 et l'UB-8, tous deux basés à Varna à ce moment-là, sortirent pour perturber le bombardement. L'UB-8 n’a jamais été en mesure de lancer une attaque, mais l'UB-7 a lancé une torpille sur le cuirassé russe Panteleimon (plus connu sous son ancien nom de Potemkine), mais il l’a manqué. Malgré l’absence de succès de l’un ou l’autre des sous-marins, leur présence a amené les Russes à interrompre leurs attaques et à se retirer.
Au début de l’année 1916, l'UB-7 et l'UB-8 croisaient encore dans la mer Noire au large de Varna. Les Allemands n’ont pas eu de chance en mer Noire, qui n’était pas une priorité pour eux. Les Bulgares, qui voyaient la valeur des sous-marins pour repousser les attaques russes, entamèrent des négociations pour acheter les UB-7 et UB-8. Des marins bulgares entraînés dans la paire de bateaux et des techniciens ont été envoyés à Kiel pour une formation à l’école de sous-marins allemande qui s’y trouvait,. Le transfert de l'UB-8 à la marine bulgare a eu lieu le 25 mai 1916, mais pour des raisons non rapportées dans les sources, l'UB-7 est resté sous pavillon allemand.

### Carrière bulgare
Lors de l’acceptation de l'UB-8 par la marine bulgare, il a été rebaptisé Podvodnik no 18 (en cyrillique : Подводник no 18),. Bien que la cérémonie de mise en service du Podvodnik no 18 ait été tenue à l’écart des journalistes, elle a été suivie par le prince héritier Boris et son frère le prince Kiril, qui sont tous deux montés à bord du sous-marin pour un premier voyage inaugural vers Euxinograd, le palais d’été bulgare situé juste au nord de Varna. En service en Bulgarie, le sous-marin était armé d’un canon de pont de 47 millimètres qui complétait sa mitrailleuse.
La première patrouille du Podvodnik no 18 sous pavillon bulgare a eu lieu les 4 et 5 juillet 1916 lorsqu’il a navigué vers le cap Chabla et Mangalia. Le sous-marin a été utilisé pour la reconnaissance et la défense côtière, et a patrouillé sur une route régulière. Cette route était une boucle qui commençait à Varna et se dirigeait vers le nord jusqu’à Kaliakra, Mangalia et Constanța, puis vers le sud jusqu’à Bourgas et Sozopol. Puis c’était le retour à Varna. Le 6 septembre, il rencontre les destroyers russes Bystry et Gromki, et repousse les sous-marins russes à d’autres occasions. Le 16 décembre, il aide à repousser une sortie russe contre Baltchik. Après le retrait russe de la Première Guerre mondiale en 1917, les activités du Podvodnik no 18 ont été considérablement réduites.
Après la fin de la guerre, le Podvodnik no 18 s’est rendu aux Français le 23 février 1919. Remorqué jusqu’à Bizerte, il est ferraillé après août 1921.

## Affectations
- Flottille de Pola : du 23 mai au 4 juin 1915[4]
- Flottille de Constantinople : du 4 juin 1915 au 25 mai 1916

## Commandants
- Kapitänleutnant Ernst von Voigt : du 23 mai 1915 au 15 mai 1916[4]
- Nikola Todorov[5]
- Ivan Variklechkov

## Navires coulés[26]
| Date        | Nom       | Nationalité | Tonnage | Destin |
| ----------- | --------- | ----------- | ------- | ------ |
| 29 mai 1915 | SS Merion | Royal Navy  | 19380   | Coulé  |